# Andreas Hallén
Johan Andreas Hallén, född 22 december 1846 i Göteborg, död 11 mars 1925 i Stockholm, var en svensk tonsättare, dirigent, musikpedagog och professor. Han var son till komminister Mårten Hallén.

## Biografi
Hallén fick största delen av sin utbildning i Tyskland, bland annat vid konservatoriet i Leipzig och genom privatstudier för Joseph Rheinberger. I svenskt konsertliv har Hallén varit viktig inte minst genom sina organisatoriska insatser. 1884 invaldes han i Kungliga Musikaliska Akademien. I Göteborg rekonstruerade han Musikföreningen, i Stockholm stiftade han Filharmoniska sällskapet, som under hans dirigenttid där, 1885–1895 bland annat introducerade Bachs Matteuspassionen i Sverige. Likaså grundade han 1902 och ledde under några år den Sydsvenska filharmoniska föreningen i Malmö. Han var tidvis verksam som musikkritiker, en tid var han kapellmästare vid Kungliga Operan, och 1909–1919 undervisade han i komposition vid Musikkonservatoriet i Stockholm.
Stilistiskt efterbildade Hallén främst Liszt och Wagner, vilkas musik han livligt propagerade för i det svenska konsertlivet. Dessa influenser kom han alltmer att kombinera med nordisk folkton på ett sätt som på sätt och vis bildade skola i svensk musik. Halléns kompositionsgärning betraktas allmänt som tekniskt skicklig, med förmåga att skriva verkningsfullt för såväl kör som orkester, men utan personlig egenart.
Han skrev ett flertal operor: Harald Viking, Hexfällan (senare omarbetad till Valborgsmässa) jämte hans kanske mest framgångsrika verk, Waldemarsskatten, dessutom skådespelsmusik. Förutom kammarmusik skrev han körverk som Ett juloratorium, Missa solemnis, symfoniska dikter som Die Toteninsel (inspirerad av Arnold Böcklins målning) och Sphärenklänge. Ur hans orkestermusik ska även hans båda svenska rapsodier nämnas. I synnerhet den andra av dessa, vilken musikaliskt baseras på folkliga visor som Hej tomtegubbar, har vunnit stor popularitet under senare tid, framför allt genom Sveriges Radios vana att sända inspelningar av just detta verk på julaftons- eller juldagskvällen.

## Verkförteckning (urval)

### Orkesterverk
- Frithiof och Ingeborg, symfonisk dikt, op 8, 1872
- En sommarsaga, symfonisk dikt, op 36, 1889
- Die Toteninsel, symfonisk dikt, op 45, 1898
- Sphärenklänge, symfonisk dikt, 1905
- Vårbrytningen, konsertuvertyr, op 14, 1877
- Rapsodi op 17, Leipzig 1882
- Rapsodi (Svensk rapsodi) op 23, Berlin 1883
- Ur Waldemarssagan, svit, op 42, 1891
- Ur Gustaf Wasas saga, svit, 1897
- Suite nr 3, 1904
- Suite nr 4, 1915
- Violinromans op 16
- Huldigungsmarsch op 10, 1876
- Svensk hyllningsmarsch, 1904
- Svenska folkvisor och danser, op 37
- Om hösten op 38
- Två orkesterstycken, 1895
- I skymningen op 40:2, för stråkorkester

### Kammarmusik
- Pianokvartett d-moll op 3, 1896
- Pianotrio c-moll, 1868

### Verk för piano
- Romans G-dur, op. 40
- Ballad e-moll Efterklang av Heinrich Heines "Es war ein alter König"

### Körverk
- Vom Pagen und der Königstochter (Pagen och kungadottern), ballad, (Emanuel Geibel) op 6, 1871
- Traumkönig und sein Lieb (Drömkonungen och hans käresta), ballad, (Emanuel Geibel) op 12, 1885
- Das Schloss im See (Trollslottet) (Wolfgang Müller von Königswinter), ballad, op 32, 1889
- Ett juloratorium (Annie Åkerhielm), 1904
- Sverige op 50, 1917
- Missa solemnis,1870 (ofullb., opubl. instrumentering 1920-21)
- Styrbjörn Starke (Nordlandskampf), (Hugo Tigerschiöld) op 34, för solo, manskör och orkester, 1889
- Dionysos, kantat för manskör och orkester, 1901
- Botgörerskan op 39, för kör, stråkar och orgel, 1890
- Julnatten op 41, för kör, stråkar och orgel, 1895
- Vineta op 26, för kör, orgel och piano, 1882
- Requiescat för soli, kör och piano, 1910
- Das Aehrenfeld för damkör och piano, 1880
- Requiem för sopran, dubbélkör, orgel, celesta el. piano, 1917

### Sånger med orkester
- Skogsrået (Viktor Rydberg) op 33 för mezzosopran och orkester, 1888
- Jungfru Maria i rosengård (Viktor Rydberg)
- En visa om mig och narren Hercules (Gustaf Fröding)
- Fyra sånger för baryton och liten orkester

### Övriga sånger
- Sechs Lieder, op. 2 (Heinrich Heine)
  - 3. Der Mond ist aufgegangen
  - 6. Aus dem Lyrischen Intermezzo
- Sånger, op. 11
  - 1. Die Bergstimme (Heinrich Heine)
- Sånger, op. 29
  - 1. Det finns en gosse och han är min (Albert Theodor Gellerstedt)
  - 3. Och många tusen kronor

### Scenisk musik
- Harald der Wiking, opera (Hans Herrig), Leipzig 1881 ("Harald Viking", Stockholm 1884)
- Häxfällan, Stockholm 1896
- Waldemarsskatten, Stockholm 1899 (Waldemar, Karlsruhe 1903)
- Valborgsmässa, 1902, (omarbetning av Häxfällan)
- Over Evne, skådespelsmusik (Bjørnstjerne Bjørnson), Stockholm 1886
- Nyårsnatten, skådespelsmusik (Gustaf af Geijerstam), Stockholm 1889
- Ur Gustaf Wasas saga, skådespelsmusik (Daniel Fallström), Stockholm 1896
- Sancta Maria, skådespelsmusik (Zacharias Topelius), Visby 1901
- Det otroligaste, skådespelsmusik (Karl-Erik Forsslund), Stockholm 1902

### Deklamatorium
- Den unge herr Sten Sture (Hugo Tigerschiöld), 1889